# Vitus Pichler
Vitus Pichler (Großberghofen, 24 maggio 1670 – Monaco di Baviera, 15 febbraio 1736) è stato un teologo e giurista tedesco.

## Biografia
Entrato nella Compagnia di Gesù, insegnò teologia ad Augusta. Dal 1716 insegnò diritto canonico a Ingolstadt per passare poi nel 1731 a una cattedra canonistica a Monaco.

## Opere
Vitus Pichler scrisse un trattato di diritto canonico secondo le decretali di Gregorio IX (Ingolstadt 1716-21), un altro in compendio a uso degli studenti dal titolo Candidatus abbreviatus iurisprudentiæ sacræ (Augusta 1756, Vienna 1755), un lavoro intitolato Jus canonicum practice explicatum (Ingolstadt 1728, Pesaro 1758), una Summa di sacra giurisprudenza (Augusta 1723), due studî sull'infallibilità papale in materia di fede (ivi 1709) e sugli errori del luteranesimo (ivi 1709).